# Zjmerynka
Zjmerynka (Oekraïens: Жмеринка) is een stad en gemeente in de Oekraïense oblast Vinnytsja op de grens van het midden en westen van Oekraïne. De stad is de hoofdplaats van het gelijknamige gemeente Zjmerynka en telde in 2020 34.353 inwoners. Zjmerynka ligt in een heuvelachtig landschap aan de noordzijde van de rivier de Riv in de historische landstreek Podolië.
De stad ligt hemelsbreed ongeveer 233 km ten zuidwesten van Kiev, over de weg is het 310 km.

## Geschiedenis

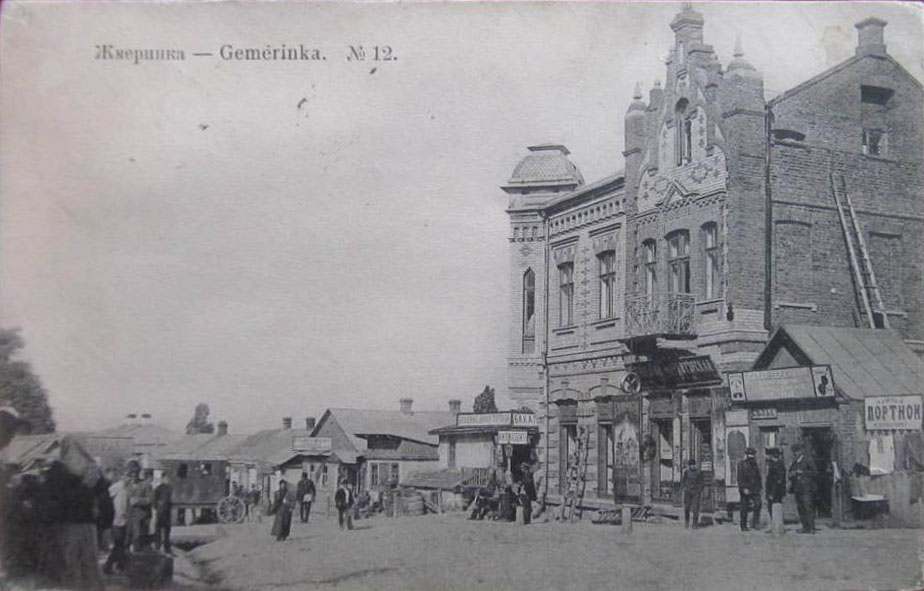
Begin twintigste eeuw

Zjmerynka is een groot spoorwegknooppunt, opgericht in 1865.

## Bevolking
Bevolkingsdynamiek
In 1926 woonden 13.569 Oekraïners (61,0%), 4.380 Joden (19,7%), 2.714 Russen (12,2%) en 1.004 Polen (4,5%) in de stad.
Het Oekraïens wordt beheerst door 94% van de bevolking in Zjmerynka.